# Метт Гендрікс
Меттью Джеймс Гендрікс (англ. Matthew James Hendricks; 17 червня 1981, м. Блейн, США) — американський хокеїст, лівий/правий нападник.
Виступав за Государственный университет Сент-Клауда (NCAA), «Мілвокі Адміралс» (АХЛ), «Флорида Еверблейдс» (ECHL), «Лоуелл-Лок Монстерс» (АХЛ), «Рочестер Американс» (АХЛ), «Герші Берс» (АХЛ), «Провіденс Брюїнс» (АХЛ), «Колорадо Аваланч», «Лейк-Ері Монстерс» (АХЛ), «Вашингтон Кепіталс», «Нашвілл Предаторс», «Едмонтон Ойлерс», «Вінніпег Джетс», "Міннесота Вайлд.
В чемпіонатах НХЛ — 607 матчів (54+62), у турнірах Кубка Стенлі — 39 матчів (1+1).
У складі національної збірної США учасник чемпіонату світу 2015 (10 матчів, 2+1).
Досягнення
- Бронзовий призер чемпіонату світу (2015)

## Кар'єра тренера
З 2019 року по даний час обіймає посаду асистента директора з розвитку в «Міннесота Вайлд».